# جهاناوالا
جهاناوالا (به انگلیسی: Jahanawala) یک روستا در پاکستان است که در پنجاب واقع شده‌است.